# Qaraməryəm
Qaraməryəm è un comune dell'Azerbaigian situato nel distretto di Göyçay. Conta una popolazione di 1 145 abitanti.